# Efteløt
Efteløt este o localitate din comuna Kongsberg, provincia Buskerud, Norvegia.